# Першино (Пермский край)
Першино — деревня в Оханском городском округе Пермского края России.

## Географическое положение
Деревня расположена на правом берегу Камы на расстоянии примерно 6 километров по прямой на юго-восток от села Таборы.

## История
Деревня известна с 1782 года как однодворок Першинский. С 2006 по 2018 год входила в состав Таборского сельского поселения Оханского района. После упразднения обоих муниципальных образований стала рядовым населённым пунктом Оханского городского округа.

## Климат
Климат умеренно континентальный. Наиболее тёплым месяцем является июль, средняя максимальная температура которого 24,8 °C, а самым холодным январь со среднемесячной температурой −17,3 °C. Среднегодовая температура 2,1 °C.

## Население
Постоянное население составляло 39 человек (95 % русские) в 2002 году, 48 человек в 2010 году.